# Икэтани, Юкио
Юкио Икэтани (яп. 池谷 幸雄 Икаэтани Юкио, 26 сентября 1970) — японский гимнаст, 4-кратный призёр Олимпийских игр.
Родился в 1970 году в Токио; окончил Японский университет физической культуры. В 1988 году на Олимпийских играх в Сеуле завоевал две бронзовых медали. В 1989 году стал бронзовым призёром чемпионата мира. В 1992 году завоевал серебряную и бронзовую медали Олимпийских игр в Барселоне.
Впоследствии Юкио Икэтани участвовал в различных телепрограммах, в 2000-х годах принимал участие в соревнованиях по рестлингу. В 2010 году баллотировался в парламент, но неудачно.